# Qui amb espasa viu, amb espasa morirà

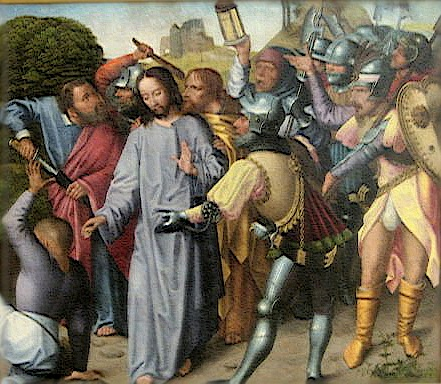
L'arrest de Crist (c. 1500) del retaule del Mestre d'Èvora, amb Jesús que intervé després que un dels deixebles talli l'orella del servent del summe sacerdot

Qui amb espasa viu, amb espasa morirà és un proverbi procedent de l'Evangeli segons sant Mateu.［Mateu 26:52］ Té el significat d'advertir que la violència porta més violència, i que fer-ne ús augmenta les possibilitats de ser-ne víctima.
Es tracta d'un proverbi present en la paremiologia catalana, adaptat sota diverses formes: «qui amb espasa mata, amb espasa morirà», «qui a ferro mata, a ferro mor», «qui a coltell mata, a coltell mor» i altres variants que, en darrera instància, procedeixen totes de l'original de l'Evangeli.

## A la Bíblia
El proverbi es troba en l'Evangeli segons sant Mateu, en el moment en què els homes del summe sacerdot Caifàs, guiats per Judes, es presenten davant Jesús per arrestar-lo. En aquell moment, un dels seus deixebles treu l'espasa i talla l'orella a un dels homes de Caifàs per evitar la detenció de Jesús; Jesús, però, respon:
| «             | Ἀπόστρεψόν σου τὴν μάχαιραν εἰς τὸν τόπον αὐτῆς· πάντες γὰρ οἱ λαβόντες μάχαιραν ἐν μαχαίρᾳ ἀπολοῦνται. | Converte gladium tuum in locum suum: omnes enim, qui acceperint gladium, gladio peribunt. | » |
| — Mateu 26:52 | |                                                                                           |   |

En català, segons la Bíblia Catalana Interconfessional: «torna l'espasa a la beina, que tots els qui empunyen l'espasa, per l'espasa moriran». L'original grec fa referència a l'espasa com una «maquera», mentre que, en llatí, la Vulgata fa servir el terme «gladius».

### Interpretació
Pel que fa a l'origen de la frase, hi ha un passatge del Gènesi［Gènesi 9:5-6］ que té un significat semblant, en el moment que Déu beneeix els fills de Noè: «jo demanaré comptes de la vostra sang, de les vostres vides, a tots els animals. També als homes, a qualsevol qui en mati un altre, li demanaré comptes d'aquella vida. El qui vessi la sang d'un home, un altre home vessarà la seva sang, perquè l'home ha estat fet a imatge de Déu». D'altra banda, en el llibre de l'Apocalipsi hi ha un passatge amb un significat diferent però que també conté la metàfora de l'espasa: «el qui ha de morir a fil d’espasa, hi morirà».
Generalment, la frase s'interpreta amb el significat de 'aquells que viuen per mitjà de la violència moriran per mitjà de la violència, i generalment es relaciona amb la ideologia del pacifisme cristià. Efectivament, els primers autors cristians eren universalment pacifistes, i tenien opinions contràries als soldats i a portar armes. Val a dir que la interpretació de Joan Crisòstom és que rebutjar el comportament del deixeble anònim comporta la lliçó que calia acceptar humilment tot allò que Jesús patís en tant que s'esdevenia segons la voluntat de déu; segons Joan Crisòstom, doncs, sigifica que cal no reaccionar passionalment davant la voluntat de déu.

## Paral·lels
En l'Agamèmnon d'Èsquil es troben dos versos similars, malgrat que amb un significat diferent. Es tracta d'una intervenció de Clitemnestra, esposa d'Agamèmnon, que es disposa a matar el seu marit com a venjança per l'episodi del sacrifici d'Ifigenia, la seva filla; en aquest soliloqui, Clitemnestra justifica l'assassinat a espasa que es disposa a cometre amb el mal que ell va cometre anteriorment, apel·lant a la llei del talió o de l'ull per ull:
| «                         | ξιφοδηλήτῳ θανάτῳ τίσας ἅπερ ἦρξεν | pagant amb una mort a espasa per allò que ell va començar. | » |
| — Èsquil, Agamèmnon, 1529 |                                    |                                                            |   |

A la mateixa Bíblia hi ha passatges que contenen la mateixa metàfora de l'espasa però, al contrari que aquesta, apel·lant a la violència: al mateix Evangeli segons sant Mateu, Jesús també diu «no penseu que he vengut a portar pau a la Terra: no he vengut a portar pau, ans una espasa»,［Mateu 10:34］ i l'Evangeli segons sant Lluc［Lluc 22:36-38］ convida a «vendre's el mantell i comprar-se una espasa». En la línia oposada, un verset del Llibre d'Isaïes convida a «convertir les espases en arades i les llances en falçs».［Isaïes 2:4］

### Referències en la cultura popular

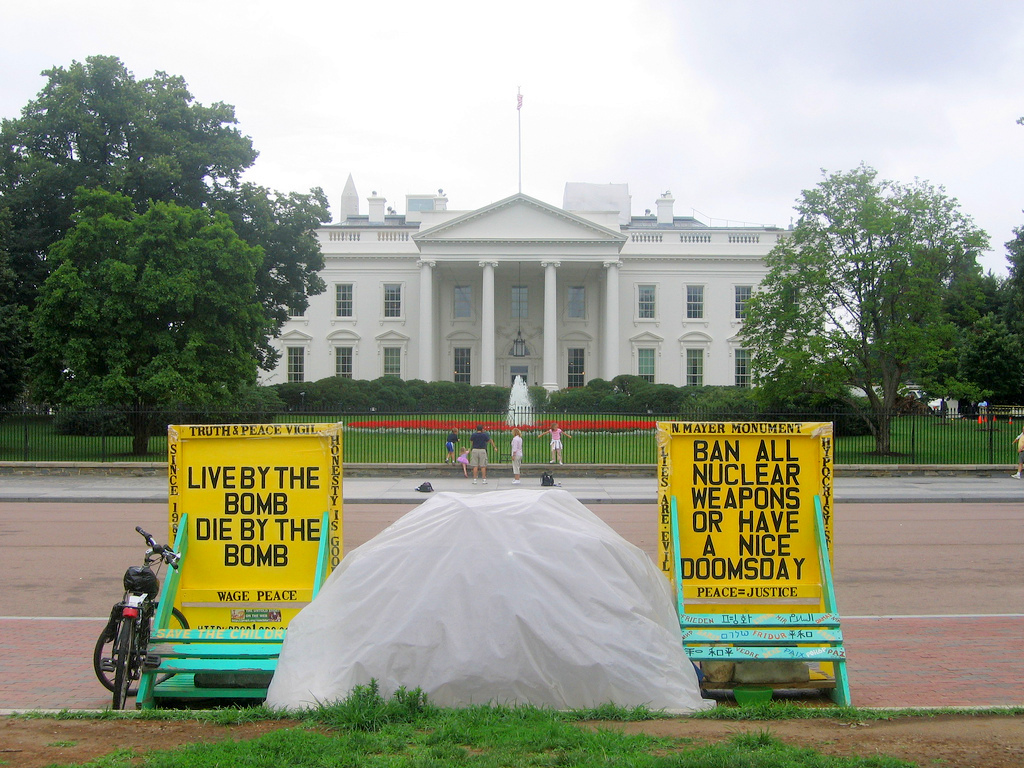
«Live by the bomb die by the bomb» ('viu per la bomba, mor per la bomba'), performance de l'activista Thomas el 1981 a la Casa Blanca